# Rumah Bundar
Rumah Bundar is een bestuurslaag in het regentschap Aceh Tenggara van de provincie Atjeh, Indonesië. Rumah Bundar telt 226 inwoners (volkstelling 2010).